# Willem Fibbe (politicus)
Willem Anthonius Fibbe (Rotterdam, 28 februari 1913 – aldaar, 23 november 1996) was een Nederlands politicus van de ARP.
Hij werd geboren als zoon van de stukadoor Karel Anthonius Fibbe (1880-1968). Na de mulo ging hij op 15-jarige leeftijd werken bij een handelskantoor terwijl hij in de avonduren bleef studeren en zodoende het hbs-diploma haalde. Daarna trad hij in dienst bij een handelsonderneming die zich bezig hield met grondstoffen voor de porseleinindustrie waar hij later firmant zou worden. Daarnaast was hij betrokken in de lokale politiek. Zo kwam hij in 1961 in de Rotterdamse gemeenteraad waar hij ook ARP-fractievoorzitter is geweest. Eind 1968 werd Fibbe voorzitter van het Openbaar Lichaam Rijnmond wat hij tot zijn pensionering in maart 1978 zou blijven. Vervolgens is hij vanaf augustus 1978 nog vijf maanden waarnemend burgemeester van Nieuwegein geweest. Fibbe overleed eind 1996 op 83-jarige leeftijd.
- Biografisch Portaal: 11520954
- Library of Congress Control Number: n78077995
- Nederlandse Thesaurus van Auteursnamen: 068283369
- Parlement.com: vh321agb35z2
- Système universitaire de documentation: 254529801
- Virtual International Authority File: 77576340
- WorldCat: E39PBJyH3Kv66vRBTHqjygkqwC